# LINE (アプリケーション)
LINE（ライン）は、LINEヤフー株式会社が運営・開発する、日本のモバイルメッセンジャーアプリケーション。特に日本、台湾、タイでシェアを持つ。
スマートフォン (Android・iOS）、タブレット（iPadOS）、PC（Windows・macOS・ChromeOS）、スマートウォッチ（watchOS・Wear OS）で使用可能であり、17言語に対応する。

## 概要
スマートフォン、タブレット、パーソナルコンピュータなどで利用可能なソーシャル・ネットワーキング・サービス（SNS）である。
通信キャリアや端末を問わず、複数人のグループ通話を含む音声通話やチャットが可能である。通話サービスにおいてデータ通信を用いるため、通話課金がない。テキストチャットはスタンプや絵文字などが使用可能である。
2011年6月23日にLINEアプリサービスが提供スタートし、11ヶ月後の2012年5月23日、LINEを利用する出会い系非公認サービスやスマートフォンアプリなどの増加を注意喚起し、2012年12月以降はLINE ID検索について、18歳未満のユーザーの利用を制限している。
インスタントメッセンジャーIDに電話番号を利用しており、新規登録とログイン時に、SMS認証で電話番号を確認する。アプリケーション利用開始時に端末電話帳を読み込み、LINEを利用している電話帳登録済みの人々と意思疎通することができる。電話帳連動の賛否について、2013年1月、NHN Japan社長（当時）森川亮は「元々電話帳に登録していた人なら、友だちになってもいいと思うんです」と語っていた。
2018年3月28日、フィーチャーフォンのサービスを終了した。2020年3月31日には全キャリアのフィーチャーフォンのLINEアプリでプッシュ通知が終了し、アプリの起動がない状態でメッセージや通話が着信しても通知されなくなった。
2020年12月8日（iOS版は12月14日）のバージョンアップで、サービス開始以降初めて大幅にデザインをリニューアルし、アプリ全体のUIを変更した。これによってアプリのアイコンの色も、従来の緑よりも少し明るめの、青みを増した緑へと変更された。

## 開発

### 原点
サムスンSDSの社内ベンチャーから生まれたNHNは、自社の検索サイト・ネイバーを主軸に日本市場進出を目論むも不振が続き、スマートフォンの活用を模索していた。韓国内でユーザーが急増したWhatsAppやモバイルで先行するカカオトークなどのSNSに対抗するサービスの提供を目論み、2011年2月に開発期間1年で「ネイバートーク」サービスの提供を開始。ネイバートークはカカオトークの韓国内覇権に抗えずサービス終了となったが、一方でネイバージャパンが2011年6月23日に日本でサービス提供を開始したLINEは成功への道を歩み出した（下述も参照）。

### 端緒

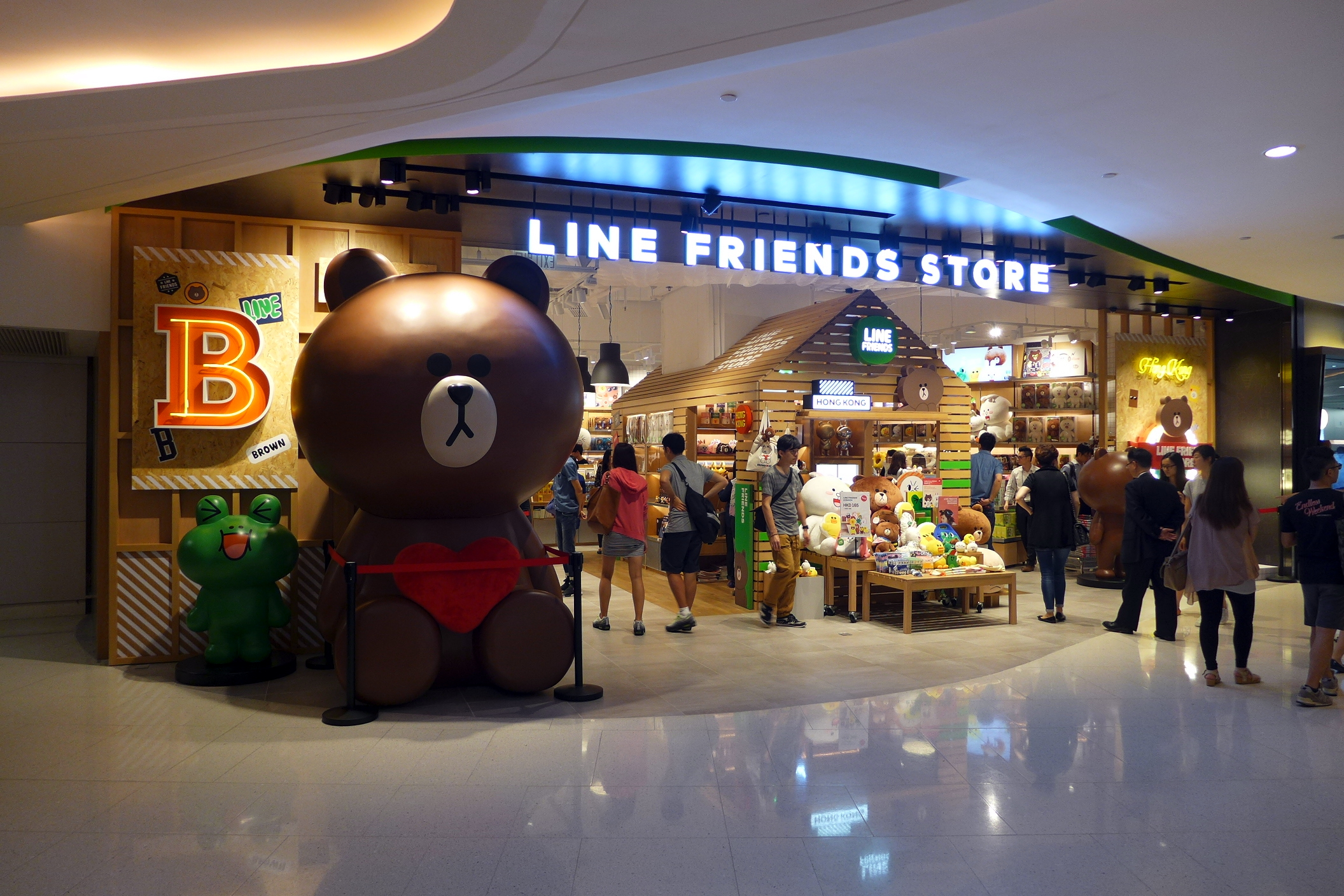
香港・希慎広場にあるLINE FRIENDS STORE

NHN JAPANの親会社NHNの創業者である李海珍（イ・ヘジン）は、東日本大震災で被災者が家族や親戚と連絡に腐心する映像を見て発案する。ネイバートーク事業の経験から、規模が拡大した本社に代わり小さな組織の速やかな意思決定力と集中力を活用するため訪日し、NHN JAPANから子会社のネイバージャパンへ開発を指示した。

### 要員
当初の開発担当者は15人で、国籍は日本において70 - 80％のほかに韓国、米国、中国などで、百度の日本法人を経て2010年ネイバージャパンに入社した稲垣あゆみを開発チームリーダーとして、各自が母国語に翻訳したアプリケーションを手掛ける。NHN JAPANの検索事業子会社であったネイバージャパンが担当した製品であり、2012年までネイバージャパンと分離していたライブドアの関与はない。
アプリやスタンプなどに登場する「ブラウン」「コニー」「ムーン」「ジェームズ」などのLINEオリジナルキャラクターは、社内の韓国人デザイナーであるカン・ビョンモクが「昔からマンガが好きで、人の表情を観察して描いたりすることも好きでした。LINEの企画担当者などの意見も聞き、キャラクターごとの特徴を活かしてシチュエーションに合わせた感情を表現できるよう」デザインしたと語る。2013年にグッズブランドとして「LINE FRIENDS」（ラインフレンズ）を発表し、以後オリジナルキャラクターグッズの多くを展開する。
2014年に、LINE開発プロジェクトリーダーとしてNAVER創業者の李海珍が紹介され、2015年に『ニッポンの社長』で、NHN Japan社長を務めた森川亮はサービス開始2年後の2013年に人気を博したと語り、2019年にLINE代表の慎ジュンホがインタビューに応ずる。
2021年3月にZホールディングス株式会社とLINE株式会社が経営統合した。

### 開発元に関する諸説

#### 日本産であるとする主張
- 2012年に『日本経済新聞』は「純国産・和製」と報じ[30]、批判があったため、2013年に執筆した井上理記者が「日本支社で企画・開発されたから」と解説を加えた[31]。

- 2013年に『産経新聞』は「和製」[32]とする。

- 2013年4月15日にテレビ東京は「日経スペシャル 未来世紀ジパング〜沸騰現場の経済学〜 」の放送で、「日本人が生み出した久々の世界に通用する通信サービス」「もともと韓国のNHNというIT企業が100%子会社として作った日本の会社の一部門だったが（2013年）4月から独立した会社になった」として、番組中でLINE社を訪問した夏野剛が稲垣あゆみを「LINEの開発者・発案者」と扱う[33]。

- 2014年に『ウォール・ストリート・ジャーナル』は「日本子会社が開発し、日本で生まれた」とした[34]。

- 2016年の日経ビジネスでは創業者の李海珍がLINEは日本で開発したアプリであると断言している[30]。

#### 韓国産であるとする主張
- 2012年に韓国『聯合ニュース』は「韓国アプリ」[35]と報じた。

- 韓国工学翰林院「2012年に韓国を輝かせた25の科学技術・産業成果」選出[36]。

#### 韓国系であるとする主張
- 2013年に『SankeiBiz』は「韓国系」と報じた[37]。

- 2014年に『週刊東洋経済』は、日本発のサービスだがグループ関係が急速に変化して韓国の親会社の影響力が強まっているとして「グループの資本関係、取引関係は、極めて複雑」[38]と解説した。

#### 無国籍であれ、とする主張
- LINE事業を統括する舛田淳執行役員は「最終的には国籍関係なく無国籍のブランドとして使ってもらいたい。どこの国だと感じられないくらいになった方がいい」とした[31]。

### 受賞
一般社団法人モバイル・コンテンツ・フォーラム (MCF) 主催「モバイルプロジェクト・アワード2012」モバイルプラットフォーム・ソリューション部門優秀賞。
財団法人日本産業デザイン振興会主催、2012年度 グッドデザイン賞「金賞」受賞。

## アカウント

### 利用登録
以前はFacebookログインでLINEアカウントの新規登録が可能であったが、2020年4月13日にサービスを終了した。同時にPC版単独の新規登録機能も終了した。
現在はアカウントの新規登録に電話番号認証が必要で、認証はSMSを受信する端末か音声通話可能な端末が必要である。ひとつの電話番号につきLINEアカウントは1つしか作成できない。
050から始まる電話番号や、仮想電話番号によるアカウントの作成、引き継ぎは不可で、同一電話番号で複数アカウントの作成も不可である。最終アクセスから1年間以上経過したアカウントは、削除される場合がある。

### ログインとログアウト
iOS版とAndroid版、フィーチャーフォン（ガラホ）版は複数の端末から同じアカウントを使うことはできない。PC版とiPad版ではメールアドレスなどでログインすることで、同一アカウントを使用することができる。
iOS版とAndroid版、フィーチャーフォン（ガラホ）版はログアウト機能を備えておらず、ログアウトはアプリを削除（アンインストール）する必要がある。

### バックアップと復元（引き継ぎ）
iOS版はiCloud、Android版はGoogleドライブなどをそれぞれ用いてトーク履歴をバックアップし、アカウント引き継ぎ後の復元が可能である。トークの引き継ぎは異なるOS間も対応するが、トーク内の画像やスタンプは対応しない。

### 利用制限
個人用のアカウントでは、非公表の通信量上限等に該当した場合、利用が月末まで制限される等の利用制限が行われる。利用制限は項目別に行われるため、アルバムへの画像投稿だけが制限され、その他のコメント投稿などは問題なく行える、と言った事も発生する。なお、一度利用制限が行われると、項目別に設定された非公表の解除期日が到来するまでは、一切の解除方法が用意されていないため、解除不可能である。
ビジネス用のアカウント(LINE公式アカウント)では、少量の利用を除き原則有料となっているため、無課金の場合は投稿数などに大幅な制限がかかる。なお、プランにより上限は異なるが、上限を超えた後も従量課金制で投稿を続けられるプランもある。

## スタンプ
予め用意された画像を用いて、友達と会話するスタンプ機能が利用できる。アニメーションスタンプやボイス入りスタンプもある。無料で利用できるスタンプもあるが、多くのスタンプが有料で販売されている。有料のスタンプは、公式スタンプだと240円、クリエイターズスタンプだと120円で購入できる（一部例外もある）。スタンプを購入して、友達にプレゼントすることもできる。ただし、PC版を利用していてスタンプをプレゼントする場合は、ウェブブラウザ向けスタンプ購入サイトの「LINE STORE」から行う必要がある。
公式スタンプで使用可能なオリジナルキャラクターとして、クマのBROWNやウサギのCONYなどが用意されている。2016年には実在の人物と初のコラボレーション企画として、キャラクター化されたももいろクローバーZのメンバーが、BROWNやCONYたちと一緒にさまざまなポーズを取る絵柄など合計40種類が配信された。
スタ連（スタンプ連打の略語）やスタ爆（スタンプ爆弾の略語）といった若者言葉も誕生し、スタ連は2017年の「ギャル流行語大賞」の第3位に選ばれている。

## 利用状況
メッセージングアプリとして日本、タイ、台湾、インドネシアを中心に普及している。
LINE海外展開の司令塔であるLINE Plus株式会社のCEOはLINE株式会社CGO (Chief Global Officer) を兼務する慎ジュンホ。LINEが100%出資しており、LINE Plus株式会社はスペイン、台湾、タイへの支社を展開。LINE Plus株式会社の拠点は日本ではなく韓国にある。
2013年1月18日、サービス開始後約19カ月で登録者数が1億人を超え、同年4月30日に1億5000万人、7月23日に2億人、8月21日に2億3000万人、11月23日に3億人を突破した。
電話番号登録だけで利用開始できるシンプルさと、1対1のクローズドな空間でのコミュニケーション等が、FacebookのようなオープンSNSに馴染めないユーザーを捉えたといわれている。
2013年10月から12月までの売上の内訳は、ゲーム課金が約60％、スタンプ課金が約20％、公式アカウントやスポンサードスタンプなどが約20％などである。NAVER株式会社（当時はNHN株式会社）の2013年1月 - 3月期実績発表によると、LINEの売上の約80％が日本で発生している。
2014年10月9日、LINE株式会社は登録ユーザー数が世界で5億6000万人を突破し、月間のアクティブユーザー数は1億7000万人と発表した。
2019年10月、世界の月間アクティブユーザー数 （MAU：Monthly Active User）ランキングでは2億300万人で第8位となっている（Statista調査）。2019年時点での世界のユーザー数に対する月間利用率が約86％となった。
2022年時点でのグローバルでの月間アクティブユーザー数（MAU）は約1億9400万人で、9300万人の日本を筆頭に5300万人のタイ、2200万人の台湾、800万人のインドネシアと続く。

### 日本
2012年10月5日、首相官邸公式アカウントが開設され、行政機関として初のLINE公式アカウント導入となった。内閣官房、内閣広報室IT広報アドバイザーのいしたにまさきは、若い世代に情報発信をするツールとしてLINEの導入を検討していたところLINE社側からも提案があり、「お互いの認識をすりあわせることができて」導入に至ったと述べている。首相官邸アカウントは内閣官房内閣広報室が運用し、第46回衆議院議員総選挙後も継続運用中である。
2013年4月16日、公明党が党公式アカウントを開設した。

#### 日本ユーザーの年齢層
2016年1月に調査会社のマクロミルが行ったインターネット調査（15歳以上のユーザーが対象）ではLINEユーザーは、15～19歳が11.6%、20代が24.8%だったが、17年7月の再調査では15～19歳は10.3%、20代が20.7%となった。
InstagramやTikTokが台頭した2010年代後半以降、「若者のLINE離れ」を指摘する声も出た。2020年のSirabee調査では、「LINE離れ」が進んでいるのは20 - 40代の男性で顕著で、30代男性で29.3%となっており、10代では男子25.6%と女子26.9%がLINE離れをしていると回答した。一方でInstagramやTikTokが新しい通信手段に加わっただけであり、使い分けているだけであるという見方もある。

### 世界
世界シェアはアジアの一部に限られ、局地的なものとなっている。2020年現在のアジアでのメッセージングアプリのシェアは日本・タイ・台湾で圧倒的、インドネシアで一定のシェアがあるが、韓国ではカカオトークが優勢である。
2013年にタイ警察で導入され、メッセージや写真をやりとりできる機能が、犯罪捜査や交通取り締まりに活用と報じられた。タイでLINEアプリ上に宅配サービスなどの多機能が導入されておりスーパーアプリとなっている。
2012年に中国市場に参入したが、2014年7月1日から、中国大陸からつながらなくなった。当局によると、ラインとカカオトークなどはテロ組織にもよく使われていたためとして、金盾により遮断された。
2017年4月8日から、ロシアのロシア連邦通信・情報技術・マスコミ分野監督庁（ロスコムナゾール）は、LINEを含むいくつかの通信サービスを禁止リストに掲載。通信各社は5月に入って、スマートフォンを使ったLINEなどへのアクセスを順次ブロックする措置をとっている模様。ロシアのネット規制法では、SNS事業者に対して、ロシアの顧客の個人情報を国内に保存し、当局が求めた場合は提出することを義務づけている。LINEはこの条項に違反していると判断されたとみられる。報道によると、禁止サービスに「LINE」のほか「BBM」「Imo.im」「Vchat」が加えられた。2017年5月3日から、ロスコムナゾールは、禁止サイトの統合登録簿にLINEサーバーを追加した。その後、ロシアのユーザーはメッセージの送受信に問題を抱え始めた。
2016年7月にニューヨーク証券取引所（NYSE）に株式を上場した。しかし2019年アメリカ合衆国のSNSシェアは1位 Facebook Messenger、2位 SnapChat、3位 WhatsApp、8位 LINEで、アジア地域以外は少ない。

## LINE連携アプリ
- LINE証券
- LINE Lite
- LINE PLAY
- LINE MUSIC
- LINE 占い
- LINE NEWS
- LINE マンガ
- LINE Camera
- LINE@
- LINE バイト
- B612
- LINE アンチウイルス
- LINE ノベル
- LINE ヘルスケア

### サービス終了したLINE連携アプリ
- LINE Brush
- LINE KIDS動画
- LINE Toss（2015年10月終了）
- LINE MALL（2016年5月終了[80]）
- LINE Maps for Indoor（2016年3月終了[81]）
- LINE Tools（2017年5月終了[82]）
- LINE 天気（2017年10月終了[83]）
- LINE Greeting Card（2017年12月終了[84]）
- LINE SnapMovie（2017年12月終了[85]）
- LINE Q（2018年1月終了[86]）
- LINE DECO（2018年1月終了）

- LINE LIVE

### LINE Pay
2014年12月にサービス提供を開始したモバイル送金・決済サービス。日本の他に台湾、タイ、インドネシアなどでサービスする。
LINE、関連サービス、提携店舗やウェブサービスやアプリ内の支払いを、LINEアプリで実行する。クレジットカードと連携やコンビニエンスストア、提携銀行の口座で事前にチャージして利用可能となる。「割り勘機能」、LINE Pay口座宛へ送金する「送金機能」、「出金機能」がある。
銀行振り込みに対応し、手数料は税込み176円で扱い極度額は1日10万円である。免許証などで事前に本人確認を要する。
LINE Pay使用とキャンペーン参加でLINEポイントが付与される。ポイントはコード支払いやオンライン支払いに適用可能で、2019年12月31日までLINE Pay残高に交換可能であった。
2025年3月31日限りで日本でのサービスを終了した。

#### LINE Payカード
2016年3月からJCBと連携したLINE Payカードサービスが開始され、プリペイドカードとしてJCB加盟店（ディスカバーカードなど提携社の加盟店も含む）で利用可能である。
2018年1月15日までコンビニエンスストア店頭でチャージ金額指定で購入可能であった。以後はLINEアプリからカードを入手する。
LINE Payカードで、ローソンやナチュラルローソンの店頭レジで現金チャージ、ファミリーマートはFamiポートを経由してレジで現金チャージ、セブンイレブンはセブン銀行ATMから現金チャージ、それぞれが可能である。
LINE MOBILEをクレジットカード以外で利用する場合は本カードが必要である。

### LINE TAXI
2015年1月に、いつでもタクシーを呼ぶことができるサービスとして東京限定版から開始した。支払いはLINE Payのみで現金は対応しない。Japan Taxi株式会社（旧：株式会社日交データサービス）に提携しておりJapanTaxi（旧全国タクシー配車）アプリ参加社の車両が対応する。2018年8月31日にサービスの提供を終了した。

### LINE WOW
LINE WOWはフードデリバリーサービスで、韓国最大のフードデリバリーアプリ「Baedal Minjok」を展開するWoowa Brothers Corp.と共同出資で新設した「LINE Bros.株式会社」が担当する。

## LINE GAME
LINE GAMEはカジュアルゲームが多く、アジアや南米でヒットしていた。2013年にNHNは、インターネット事業を行うネイバー社と、ゲーム事業（ハンゲーム含む）を行うNHN Entertainmentに分割され、日本法人もネイバーの子会社LINEと、NHN Entertainmentの子会社NHN JAPAN（後のNHN PlayArt）に分割された。LINE社はLINE GAMEを保有し、NHN Entertainmentは自社開発ゲームをネイバーの対抗プラットフォームであるカカオトークなどへ公開しやすくなった。LINE GAMESも「ドラゴンフライト」などをカカオへ提供している。
2017年にLINEは子会社LINE Gamesを設立し、デスティニーチャイルドの和色（日本風）問題や確率問題で揺れていたNextFloorの株式の過半数を取得し子会社化した。NextFloorの子会社はゲーム会社のNano Interactive、Mobilfactory、Studio 4Leafがある。

### 現在配信中のゲーム
2021年12月時点のもの。
LINEキャラクターのゲーム
- LINE POP2（開発：NHN Pixelcube）
- LINE バブル（開発：NHN PlayArt）
- LINE バブル2（開発：LINE Plus）
- LINE レンジャー（開発：LINE Plus）
- LINE ブラウンファーム（開発：LINE PLAY）
- LINE シェフ（開発：LINE Studio）
- LINE マジックコイン

その他オリジナルゲーム
- LINE ポコポコ（開発：TREENOD）
- LINE ポコパンタウン（開発：TREENOD）
- LINE パズル タンタン（開発：Neptune）

漫画・アニメなどの他IPのキャラクターを題材にしたゲーム
- LINE:ディズニー ツムツム（開発：NHN PlayArt）
- LINE:ガンダム ウォーズ（開発：バンダイナムコエンターテインメント及びLINE）
- LINE:モンスターファーム（開発：コーエーテクモゲームス）

LINEポイゲ（旧LINEポイントゲーム）
- LINE:ふわふわダンク（協力：Voodoo）
- LINE:Paper.io（協力：Voodoo）
- LINE:キューブサーファー（協力：Voodoo）
- LINE:グッドスライス（協力: Voodoo）
- LINE:イートホール
- LINE:マージジェリー
- LINE:スペーストイコレクト
- LINE:ハンディクラフト
- LINE:ショートカットスライダー
- LINE:ソリティア

LINE GAMESが配信しているゲーム
- Protocol:hyperspace Diver（開発：NextFloor Basement Lab）
- SMASH LEGENDS（開発：5minlab）
- UNDECEMBER（開発：Needs Games）
- 大航海時代 Origin（開発：コーエーテクモゲームス/Motif）
- Brave Cano
- ハローキティフレンズマッチ

### 開発中止したゲーム
- デュエルオブダイス[113]（開発：Studio 4Leaf（孫会社））

### 運営を移管したゲーム
- LINE ゴッタマゼイヤー（開発協力：ウインライト[114]、2020年春運営をウインライトへと移管[115]）

### サービス終了・終了予定のゲーム
- 2014年6月2日終了[116]
  - LINE 聖犬バトル（開発：FazeCat[117]）
  - LINE タッチ タッチ（開発：Neptune[118]）
  - LINE エルガード（開発：BiCORE[119]）
  - LINE Neko Jump（開発：スクウェア・エニックス[120]）
  - LINE アイスキューピック（開発：WeMade Entertainment（英語版）[121]）
  - LINE Birzzle（開発：Enfeel[122]）
  - LINE Birzzle Plus（開発：Enfeel[122]）
  - LINE Birzzle Friends（開発：Enfeel[123]）
  - LINE エアペンギンフレンズ（開発：Gamevil（英語版）[124]）
  - LINE GoGo! TwinBee
  - LINE スライムコゼニト〜ル（開発：スクウェア・エニックス[125]）
  - LINE DROP スピリットキャッチャーレイレイ（開発：カプコン[126]）
  - LINE ダッシュガール（開発：コムシード及びDanal Games[127]）
  - LINE 飛べ！どうぶつ（開発：WeMade Entertainment[128]）
  - LINE MapleStory Village（開発：NEXON Korea及びJOYCITY[129]）
  - LINE らんらん勇者（開発：マーベラスAQL[130]）
  - LINE フラッフィー（開発：HOTDOG Studio[131]）
  - LINE レッツ！ゴルフ（開発：ゲームロフト[132]）
  - LINE パタポコアニマル（開発：NHN及びTREENOD[133]）
  - LINE カートゥーンウォーズ（Gamevil及びBLUE GNC[134]）
- 2014年11月28日終了[135]
  - LINE JELLY
  - LINE ドラゴンフライト（開発：NextFloor[136]）
  - LINE ツアーズ（開発：ココネ[137]）
  - LINE パンチヒーロー（開発：Gamevil}及びCOCOSOFT[138]）
  - LINE イージーダイバー（共同開発：グラスホッパー・マニファクチュア[139]）
  - LINE パズル de イナズマイレブン（開発：レベルファイブ[140]）
  - LINE ドングリっス（制作：Boomlagoon[141]）
  - LINE ポンポンポン（開発：CJ E&M及びSeed9[142]）
  - LINE クイズ
  - LINE ホームランバトル バースト（開発：Com2uS[133]）
  - LINE ソニックダッシュ S（開発：セガネットワークス[143]）
  - LINE Go!Go!Go!（開発：CJ E&M及びTurnOn Games[144]）
  - LINE ほのぼの牧場ライフ（開発・運営：Com2uS[145]）
  - LINE でろーん（開発：コーエーテクモ[146]）
  - LINE ZOOKEEPER（開発：KITERETSU[121]）
- 2015年5月1日終了[147]
  - LINE ぱくぱくの森（開発：ピタヤゲームス[148]）
  - LINE タッチモンスター（開発：CJ E&M及びSEED9 GAMES[149]）
  - LINE シェイク・スピア（開発：Alawar Entertainment[150]）
  - LINE フィッシュアイランド（開発：NHN PlayArt[93]）
- 2015年7月31日終了[151]
  - LINE ステージ（開発：LINE PLUS[152]）
  - LINE スイーツ（開発：Joymax[153]）
  - LINE シアタータウン（開発：NHN PlayArt[154]）
- 2015年11月30日終了[155]
  - LINE 忍者ストライカーズ（開発：NHN PlayArt[154]）
  - LINE ワニワニパニック ラインハンターズ（開発：バンダイナムコゲームス[156]）
  - LINE アルビオン戦記（開発：YDオンライン[157]）
  - LINE 童話のパティスリー（開発：MobCrete[158]）
  - LINE 西遊物語（開発：37 Interactive（上海）[159]）
  - LINE Hidden Catch←LINE まちがい探し（開発：NHN Arts[160]（現：LINE PLAY））
  - LINE Party Run（開発：NHN StarFish）
  - LINE ペーパーダッシュワールド（開発：Cygames[161]）
  - LINE トリオ（開発：SundayToz[162]）
- 2016年6月30日終了[163]
  - LINE ファンタジーヒーローズ（開発：NHN Entertainment[164]）
  - LINE レヴァナントゲート（開発：NHN PlayArt[93]）
  - LINE クロスレギオン（開発：NDOORS Corporation[165]）
  - LINE キューブヒーローズ（開発：LINE Plus[166]）
  - LINE ヤブサメ決戦クロニクル（開発：Four Thirty Three[167]）
- 2016年11月30日終了[168]
  - LINE 勇者コレクター
  - LINE 釣り★マス（開発：Gamevil[169]）
  - LINE ドリームガーデン（開発：GMOAppStudio[170]）
  - LINE リラックマころろんパズル（企画・開発：NHN PlayArt及びイマジニア[171]）
  - LINE ウパルサガ（開発：NHN STUDIO629[172]）
  - LINE タワーライジング（開発：Wright Flyer Studios、提供：Epic Voyage[173]）
  - LINE 悪魔と恋する10日間 Heaven's Kiss（企画・開発：ボルテージ[174]）
  - LINE ウィンドソウル（開発：Joymax（英語版）[175]）
  - LINE 三国志ブレイブ（開発：gumi[176]）
  - LINE アルカノイドVSインベーダー（開発：タイトー[177]）
- 2017年6月20日終了[178]
  - LINE タッチモンチー（開発：SundayToz[179]）
  - LINE 英雄乱舞（開発：4:33 Creative Lab及びTHUMBAGE[180]）
  - LINE 潜空のレコンキスタ（企画・開発・運営：サイバーエージェント[181]）
- 2017年8月14日終了[182]
  - LINE グラングリッド（開発：ワンダープラネット[183]）
  - LINE チャチャ（開発：Wonder People[184]）
- 2017年12月1日終了
  - へんてこプラネット（開発：ピューマ、提供：MEMORY[185]）
- 2017年12月4日終了[186]
  - LINE トイズ（開発：GEMPLAY[187]）
  - LINE RUSH!（開発：NHN StarFish）
  - LINE ファイター（開発：LINE PLUS[188]）
  - LINE パズルフレンズ（開発：ZONIWORKS[189]）
  - LINE ぷるぽん（共同企画・開発・運営：ジープラ、キャラクター制作：カナバングラフィックス[190]）
  - LINE 怪盗にゃんこ（開発：イグニス[191]）
- 2018年6月5日終了[192]
  - LINE ウィンドランナー（開発：WeMade Entertainment[193]）
  - LINE クッキーラン（開発：Devsisters[194]）
  - LINE DOZER（開発：NHN StarFish）
  - LINE サッカーイレブン（開発：HanbitSoft（英語版）[195]）
  - LINE アキンド星のリトル・ペソ（企画・開発：SoWhat[196]）
  - ゴールドラッシュ（LINE プレイ内）
- 2018年9月25日終了
  - LINE ゲットリッチ（開発：CJ E&M及びN2Play[197]）
- 2018年10月12日終了
  - LINE 大富豪（開発：イグニス、提供：MEMORY[198]）
- 2018年12月4日終了
  - LINE POP
  - LINE リトルナイツ
  - LINE トロッコウォーズ（企画・開発・運営：アソビズム[199]）
  - LINE パズルボブル（制作：タイトー[200]）
  - LINE BLEACH -PARADISE LOST-
- 2019年6月11日終了
  - 千銃士（共同企画・開発・運営：マーベラス、開発協力：トーセ[201]）
  - ガーディアンズ（企画・開発・運営：アイディス[202]）
- 2019年12月4日終了[203]
  - LINE:ディズニー トイカンパニー（開発：ウォルト・ディズニー・ジャパン及びNHN Pixelcube[204]）
- 2020年6月11日終了[205]
  - LINE ウパルランド（開発：NHN Studio629[172]）
- 2021年6月10日終了[206]
  - LINE POPショコラ（開発：NHN Pixelcube[207]）
- 2021年9月28日終了[208]
  - LINE:ピクサー タワー ～おかいものパズル～（開発：Neptune[209]）
- 2021年12月13日終了[210]
  - LINE:ドラえもんパーク（開発：Kakao Games[211]）
- 2022年5月31日終了[212][213]
  - LINE ブラウンストーリーズ（開発：LINE Studio[214]）
  - LINE 超大富豪（開発：Neptune及びMMAGNET[215]）
- 2024年4月10日終了[216]
  - ジャンプチ ヒーローズ（開発：ワンダープラネット）
- 2024年5月1日終了[217]
  - LINE プレイ
- 2024年5月20日終了[218]
  - LINE アイラブコーヒー（開発：PATI Games[219]）
- 2024年6月28日終了[220]
  - LINE ハローBT21（開発：LINE Studio[221]）
- 2024年12月2日終了[222]
  - 太鼓の達人 RHYTHM CONNECT（協業：バンダイナムコエンターテインメント[223]）
- 2025年6月11日終了[224]
  - LINE ポコパン（開発：TREENOD）
- 2025年8月13日終了[225]
  - LINE ドドドバトル（開発：NHN[226]）

#### サービス終了又は終了予定のLINE GAMES配信ゲーム
2020年6月30日終了
- First Summoner（開発：SkeinGlobe）

2020年9月29日終了
- クロスクロニクル（요괴 (Phantom Chaser) 日本版、開発：Floppygames）

2022年4月28日終了
- Royal Crown（開発：Meerkat Games

2022年7月28日終了
- Guardian Chronicle（開発：PixelCruise）

2023年5月11日終了
- Exos Heroes（開発：OOZOO）

#### LINE QUICK GAME
LINEの提供していたブラウザゲーム。2020年10月30日にサービス終了。
- 2019年4月25日終了
  - KoToro（著作：Digital Garage[236]）
- 2019年10月31日終了
  - LINE みんなでクイズ（開発：ジープラ及びゲームエイジ総研[236]）
- 2019年12月25日終了
  - ジェットパックバンディッツ（開発：Wizcorp[236]）
- 2020年2月21日終了[237]
  - ポケットオアシス（提供：ジー・モード）
- 2020年7月29日終了
  - みんなでスケッチ（著作：CoolGames[238]）
- 2020年10月16日終了[235]
  - ねこパフェ（著作：SANKYO及びソリッドスフィア[239]）
- 2020年10月30日終了
  - にゃんこ防衛軍（著作：Game Closure及びポノス[240][241]）
  - Dino Ballz（著作：SundayToz[236]）
  - 釣り★スタQuick（著作：Wright Flyer Studios[236]、開発：Game Closure[242]）
  - LINEで発見!! たまごっち（著作: バンダイ及びWiZ[243]、協力：ジープラ[236]）
  - インフィニティダンジョン（著作：Super Awesome[244]）
  - お買いものパンダパーク（著作：楽天ゲームズ及び楽天[245]）
  - クッキークラッシュ（著作：SOFTGAMES Mobile Entertainment Services[246]）
  - 夏の終わりのパラドックス（著作：Wright Flyer Studios[247]）
  - ハローキティ ドリーミーテラリウム（著作：サンリオ及びWright Flyer Studios[248]）
  - おねだりココア duo☆（著作：Beastex[249]）
  - うるせぇトリの超神経衰弱 (著作：mame&co、開発：WFS[250])
- 終了日不明
  - 『映画 賭ケグルイ』【GAME】（開発：デジタルガレージ[251]）
  - 探検ドリランド ブレイブハンターズ（開発：Wright Flyer Studios、配信：グリー[252]）
  - ペンギンダッシュ（著作：MOVIGAME[253]）
  - ソリティア クッキングタワー（著作：EMONG[254]）
  - スプーンズスイーツ（著作：NCSOFT[255]）
  - LINE 今日のナンプレ（著作：CoolGames[236]）

## メディア展開
アプリの大ヒットに伴い、スタンプに使われているオリジナルキャラクターが登場する下記の様なテレビアニメや漫画作品が製作され、アプリ以外にも多方面にメディア展開していっている。

### アニメーション作品
共にテレビ東京にて、2013年1月7日から9月30日まで5分枠のショートアニメ『LINE OFFLINE サラリーマン』が放送され、同年4月3日から2014年3月26日まで30分枠のアニメ『LINE TOWN』が放送された。両アニメは別監督・別制作会社であり、各キャラクターの設定も異なるが、担当声優や作中の挿入BGMは同じである。ショートアニメ版がとある会社を舞台としたシュールな世界を描いているのに対し、30分版は「ラインタウン」を舞台としたファミリー向けのドタバタコメディとなっている。

### 漫画作品

#### LINE OFFLINE ボクら図鑑
『週刊ヤングジャンプ』（集英社）2013年5・6合併号から21・22合併号まで連載された4コマ漫画。作者は金田一蓮十郎率いるユニット「Team.きんだいち」。設定はショートアニメ版同様、会社員。ただしコニーとブラウンは付き合っているような描写がある。

#### キャラクタイムズ
『週刊少年サンデー』（小学館）2013年6号から2015年34号まで連載されたシュール系ギャグ漫画。作者は萬屋不死身之介。単行本全8巻。続編として『キャラクタイムズ ゴールデン』が同誌2015年35号から2016年30号まで連載。単行本全3巻。
ストーリー
コニー達はキャラクターを育成する専門機関「東京キャラクタースクール」に通い日々人気キャラになろうとしているが…
登場キャラクター
コニー
スクール生徒。人気キャラを夢見ているが、言動が腹黒く守銭奴。好物は銀座の寿司。
ブラウン
スクール生徒。無口。よくコニーと一緒にいる。怪力の持ち主であり、魔女をパンチ一発で倒したほど。スマホを購入してからはLINEで意思疎通するが、結構毒舌。マンションに住んでいる。好物は鮭と蜂蜜。
ムーン
スクール生徒。先生からは雑系に分類され、子供に人気がない。コニーのせいで酷い目にあうことが多いが、本人曰く「持ち前のガッツとユーモア」で何度でも復活する。猫肌（猫舌の肌版）の為、熱い風呂に入れない上、熱い缶コーヒーも持てない。好物は月見そば。
先生（ジェームズ）
スクール講師。初期の頃は校長も兼ねていたが、後にM&Aで学校ごと買収された際に校長をクビになった。しかし新校長の車を舐めて綺麗にした努力が認められ、一教員として復帰した。好物は牛丼。
サリー
雨の日にブラウンに拾われたヒヨコ。関西弁で話す。最初はブラウンに飼われていたが、いつの間にか隣人になっていた。好物はフライドチキン。
ジェシカ
スクール生徒。サブキャラ故に影が薄く、よくその事をネタにされる。猫ゆえに引っ掻きが得意。
新校長
新しく校長に就任した人物。外見はショートアニメ版の部長と同じ。ツッコミは辛口。
レナード
5巻後半より登場。青のオーバーオールを履いており、ムーンのことを「ムーンさん」と呼ぶ。ちょっとウザい。
エドワード
5巻後半より登場。語尾に「〜ッス」とつける。

#### これでも漫画研究部 LINE4コマ
『マーガレット』（集英社）2013年9号から24号まで連載された4コマ漫画。作者は雪森さくら。
ストーリー
無表情な主人公・うさをはじめとする登場人物たちがLINEを少しずつ使って仲良くなっていく。

#### LINE TOWN（ぷっちぐみ版）
『ぷっちぐみ』（小学館）2013年10月号から2015年1月号まで連載された4コマ漫画。作者はいけだあけみ(みちのく)。前述の『LINE TOWN』のコミカライズ版で、2ページに3本の4コマが掲載されている。

## 問題点

### 他社サービスの類似・模倣
LINE社森川社長は、LINEの開発にあたりカカオトークやInstagramを参考にしたとしている。
カカオトークのゲーム最高ヒット作「アニパン」（Anipang）に似たゲームが、「LINE POP」としてLINEに登場している。

#### 特許権侵害
LINEアプリで友達を追加する際、同一地点で相手とともにスマートフォンを振り相互に連絡先などを登録する「ふるふる」機能について、京都府のIT企業である「フューチャーアイ」が保有している特許権を侵害したとして、3億円の支払いを求めて東京地方裁判所に提訴した。2021年5月19日の判決は「振動などでユーザーのスマホどうしが近くにあると表示された時点で、互いのIDが交換される。発明が簡単だとは認められない」と指摘し、フューチャーアイの特許権侵害を認め、LINE社に約1400万円の賠償を命じた。LINE社は判決後にフューチャーアイと和解が成立したことを明らかにし、「当社は、今後も、知的財産を尊重しつつ、お客様に対するサービスのより一層の向上を目指していく所存だ」としている。「ふるふる」のサービスは2020年5月で終了した。

### 個人情報保護問題

#### 個人情報漏洩と対策不十分
2012年頃から、普及拡大につれて個人情報を預けることを不安視する声が増大している。そもそも、電話帳の登録内容は「他人の個人情報」であり、それを当人の許諾を得ずに無断で第三者に供出（アップロード）することの問題点も指摘されている。
電話番号でアカウントを識別していることから、会員登録や予約サイトなどで連絡先とした電話番号から悪用される恐れがある。
電話帳と連動する電話番号のLINE登録は、電話番号を以前利用していた者のソーシャルグラフ漏洩や、PC版を利用した無作為の電話番号登録で個人LINE登録名と電話番号が紐付けられるといった危険性が指摘されている。
2013年4月3日、LINEは情報管理が安全に行われていることを示す世界的な保証報告書を世界初の3種類同時取得したと発表した。ただし、これ以降も複数回にわたる個人情報の漏洩や不備を起こしている。取得した『3種類』のうちSOC3は開示範囲が限定されたSOC2を広く一般に公開するための簡易版であり、マーケティング用の認証である。2021年でも１度問題になったためか+メッセージを勧めている（日本情報化より）。

#### 脆弱性の指摘を無視
IPA（独立行政法人情報処理推進機構）は、LINEにトーク履歴や写真を外部から盗み出されたり、SDメモリーカード内のデータも丸見えになるなど、致命的な複数のソフトウェア脆弱性があることを通知した。LINE側は複数の脆弱性を指摘されながら、一部の脆弱性しか認めず解決を図ろうとはしなかったため、IPAが何度も通知を行い、LINE側がようやく認めたことを、2015年にFACTAオンラインが報じた。

### 事件

#### 性犯罪などの犯罪行為に利用
2012年頃から、LINEを介して発生する恐喝や援助交際などの事案が多発傾向にあるが、LINEのみを通じて見知らぬ人と連絡先を交換する「出会い系」に類した機能は有しておらず、LINEサービス外の掲示板、サイト、アプリを通じてIDを交換して相互に連絡先を把握する事例が多い。少女の性被害は9割スマホの経由で大半がLINEを使用、とする者も散見される。LINE利用規約も見知らぬ異性と出会いを目的とする利用を禁止している。
LINEID交換を目的とする掲示板等のサービスは、出会い系サイトと異なり出会い系サイト規制法による規制や有害サイト規制法によるフィルタリングの対象外であるため警察も要請対応に止まり、LINE運営はこれらサービスに注意喚起と18歳未満ユーザのID検索機能利用を随時禁止で対応している。
社会性が未熟な学生・生徒らがLINEで、暴言、仲間外れ、いじめ画像の拡散、など新たないじめも発生し、教育機関や教育委員会は対策を急いでいる。
性的犯罪に悪用される状況が続いているとして、利用者と保護者に対する適正利用の広報、児童ポルノ事件や児童買春の温床になりやすい「掲示板アプリ」の悪用防止、利用者が違法有害情報に容易にアクセスできない仕組みづくり、3点の性的犯罪対策を京都府と府警はLINE運営に要請した。

#### いじめに利用
2014年、文部科学省の学校のいじめ調査で、PCや携帯電話を使用したいじめが増加していると発表があった。文部科学省児童生徒課の平居秀一室長は、「LINEを使ったいじめなど形態が変わってきており、大人の把握が難しくなっている」と述べた。ネットいじめとして子供同士の個別の通信であるため周囲から確認が難しく、対策が奏効しない。LINEを媒介に、グループから外したり、悪口や誹謗中傷など暴言で罵る、辱める映像などを拡散する、など悪意ある投稿は長期休業中に多発する事例が多い。
全国webカウンセリング協会に寄せられるLINEいじめの相談は2017年8月に353件で過去最高となった。

##### 予防・早期発見に向けて
LINEいじめの予防に向けた具体的実践をいじめ防止プログラムの中に組み入れ、全国的に実施していくことが強く求められている。
また、プログラムの実施と並行して、LINE上でいじめを発見したり受けたりした児童生徒が教職員に匿名で報告・相談できるウェブサイト等を開設・周知することも有効とされている。このことにより、悪口などのいじめのスクリーンショット等を撮影・送信して教職員に報告・相談できるようになるため早期発見につながるほか、児童生徒が「LINEでいじめを行っても、発覚して罰せられるかもしれない」という認知を持つようになるためいじめの予防にもつながるとされている。
さらに、LINEいじめの予防・早期発見のために必要な支援を現職教員に尋ねた調査研究によると、文部科学省・教育委員会には予防プログラムの開発・提供、予防プログラムを行うための教育課程づくり等の支援が求められており、企業には教材・資料の提供、規定・ルールの作成と周知、不適切な表現のチェック・規制機能、入力時の警告機能、投稿前のポップアップウィンドウ機能の開発や、通報システム・監視システムの構築、LINEの閉鎖性・匿名性の低減等の支援が求められている。

#### LINEアカウント乗っ取り事件
2014年6月に、アカウントを乗っ取りLINE上で特殊詐欺を行う事件が相次いで発生した。流出したパスワードで不正にログインし、日本国内の知人になりすまして被害者からウェブマネーを詐取する手口で、芸能人などもLINEアカウントが何者かに乗っ取られたと報告されている。

#### 未成年者が不正アクセスで書類送検
2019年夏に、日本・関東地方に住む未成年者2人が「LINEの画像用サーバーに脆弱性がある」との情報が出回っていたのを知り、自宅のパソコンを使いLINEの画像サーバーに不正に接続した疑いで、2人が不正アクセス行為の禁止等に関する法律（不正アクセス禁止法）違反の疑いで地方検察庁に書類送検された事が2020年6月に伝えられた。2人は調べに対して「本当か試してみたかった」と供述していると言う。

#### 各種詐欺に利用
2024年ごろから、LINEの機能を使った詐欺被害が増加している。

##### 警察を騙る特殊詐欺
2024年ごろから、海外から国際電話（あるいは警察署や警視庁など都道府県警察本部の代表番号を偽装する方法や、電話会社や総務省などをかたった自動音声による電話の停止を装い、オペレータにつながせる電話）で警察官や検察官を名乗る人物から、LINEのビデオ通話へ誘導させ、偽物の警察手帳や逮捕状を提示し、「あなたに事件の被疑者として逮捕状が出ている」「あなた名義で携帯電話（あるいはクレジットカード）が不正に契約され被害が出ている」「あなた名義の携帯電話から迷惑メールが大量に発信されている」などと言って、保釈金や捜査名目で金銭を振り込ませてだまし取る特殊詐欺（オレオレ詐欺）が増加している。
警察当局や自治体が、「警察がLINEに誘導することは絶対にない」旨のアナウンスをしている。

##### SNS型投資詐欺
Instagram、Facebook、XなどのSNS上の投資に関する広告（著名実業家を騙るものが多い。また、金融商品取引法の登録をしていない）をクリックしたり、突然招待されるなどの方法により、投資に関するLINEのグループトークに参加させ、投資と称して金銭をだまし取る手口である。
LINE公式が注意喚起している

##### SNS型ロマンス詐欺
LINEなどのSNSやマッチングアプリなどをきっかけに出会った者から、実際に直接会うことなくやりとりを続けて恋愛感情や親近感を抱かせ、投資や結婚費用などの名目で金銭等をだまし取る手口である。

### 韓国政府・企業などによるデータ閲覧・保管問題

#### 韓国政府によるデータ傍受疑惑
2014年6月18日、韓国政府がLINEのデータ（無料通話およびテキストメッセージ）を傍受しているとFACTAオンラインが報じた。同記事では、韓国政府のサイバーセキュリティ関係者が、LINEでやりとりされるデータを大韓民国国家情報院が収集・分析していることを、日本の内閣官房情報セキュリティセンターとの協議の場であっさりと認めたとされる。併せて、通信回線から直接データを収集（傍聴）する ワイヤータッピング は「通信の秘密」を守る法律が無い韓国では違法ではないと韓国側が主張している。
この報道に対してLINE株式会社社長（当時）の森川亮は、ブログにおいてそのような事実はないと抗議、LINEの通信データに不正アクセスの形跡は無く、独自の暗号化データ形式を採用しているためデータの解析は不可能であると主張した（ただし問題が発覚するまで、パスワードやメッセージの電文は平文で保存、送信されていた）。この抗議に対しては、FACTA発行人の阿部重夫は翌20日に「掲載した記事は確証がある」と反論している。ただし、同日時点では、双方の主張の根拠が詳しく明らかにされておらず、第三者からは判断材料を欠くと指摘されている。一方で、2021年3月25日頃に森川亮のブログから例の反論記事が削除されるハプニングがあったが、SNSやメディアなどで話題になると同氏は再び記事を公開している。

#### 台湾総統府によるLINE利用禁止
2014年9月23日に中華民国（台湾）総統府は、LINEはセキュリティーに対する懸念があることから総統府の業務関連コンピューターで利用を禁止すること発表した。

#### 韓国、中国などの国外委託会社のサーバーでの利用者データの保管・閲覧
2021年3月17日に、LINE使用者の画像と動画データとLINE Payの取引情報の全てが、LINE社の親会社ネイバー社のサーバーに保管されている、と報じられた。当該データは、LINE社の韓国子会社LINEプラスの社員によるアクセス権限がセキュリティチェック目的で付与されていた。加藤官房長官は17日午前の会見で「関係政府機関において、事実関係を確認の上、適切に対応していくことになる」と述べた。現行のプライバシーポリシーは利用者に状況が十分に伝わっていないことから、LINE社は記述を見直し、2021年半ば以降に段階的に日本国内へ移転を計画している。
LINEのデータセンターは世界複数に点在する。ユーザデータはトークテキストと画像や動画などに大別し、会員登録情報、トークテキスト、LINE ID、電話番号、メールアドレス、友だち関係、友だちリスト、位置情報、アドレス帳、指名や住所などのLINE Profile+、音声通話履歴、通話内容は録音なし、LINE内サービスの決済履歴、などは日本国内のサーバーで管理して社内基準のデータガバナンスで扱うが、画像、動画、Keep、アルバム、ノート、タイムライン、LINE Pay取引情報などは韓国のデータセンターで管理する。
「テキストメッセージ、1対1の通話」内容のみLINE自社開発のエンドツーエンド暗号化プロトコル「Letter Sealing」で暗号化しており、データベースへアクセスされても「テキストメッセージ、1対1の通話」の内容は確認できない。「Letter Sealing」はデフォルト設定で有効だが、宛先が同機能を無効に設定している場合は送信者が同機能を有効に設定していても「Letter Sealing」は動作しない。
トークテキスト、画像、動画データなどは、前述の「Letter Sealing」の設定状況に関わらず通信経路上で暗号化してサーバーへ送信する。画像と動画データは、複数のサーバーにファイルを分散化して保管する。セキュリティチームがトラフィックを常時監視して対応する。画像や動画を保管するサーバーは、2021年半ば以降に段階的に国内移転を計画する。
LINE子会社LINE Plus Corporationの子会社である大連のLINE Digital Technology (Shanghai) Limitedは、内部ツール、AI機能、LINEアプリ内から利用できる各種機能を開発し、同社管轄下のサーバー、ネットワーク、PC端末などを監視して不正アクセスを検知する。 ソフトウェア開発の過程でセキュリティチームがソースコードを確認してセキュリティテストを実施し、不正プログラムの混入を防止する。
NAVER Corporationの中国法人でLINEの業務委託先である北京のNAVER Chinaは、国内ユーザーのデータは扱わず、日本、台湾、タイ、インドネシア以外のユーザーから「通報」されたトークテキスト、LINE公式アカウント、タイムラインのコンテンツのモニタリングなどを担当する。 
LINEの子会社LINE Fukuokaと業務委託した国内大手業務代行業者グループ会社の中国現地法人は、タイムラインを約1万8千件/日、オープンチャットを約7万4千件/日、常時モニタする。日本のユーザー間で生じたトークのスパムや迷惑行為など通報機能で通報されたテキストは、ユーザー端末からサーバーへアップロードすると、平文テキストデータでLINE Fukuokaがモニタする。
LINEは行政サービスの提供や新型コロナウイルス通知などの手段として、日本政府や地方自治体が利用していた。報道を受け、総務省は3月19日にLINEサービスの使用を一時中止し、各自治体に利用状況確認等の調査を依頼すると記者会見で発表した。3月17日に福岡市は、市民の入力する個人情報やトークの内容などは中国の委託企業から閲覧可能であったものに含まれず、アクセス可能な状況になかったことをLINE Fukuoka株式会社から確認し、行政使用を継続すると説明した。兵庫県は3月25日、LINE株式会社から個人情報の不正アクセス及び情報漏洩がない事が確認できたため、LINEで新型コロナ対策サービスなどを継続する。4月1日から大阪市は機密情報を扱わないLINE上のサービスを再開した。
2021年4月9日に、自民党の甘利明議員は、LINEと親会社のZホールディングスの両社は対策として、サイバーセキュリティシステムとしてアメリカ国立標準技術研究所（NIST）のSP800-171レベルのシステム導入、データ管理は日本と同等の情報保護ルールを定める国に限定するなどの対応策を約束した、と語る。ユーザー情報の国内移転は2024年までを予定する。

##### 個人情報保護委員会と総務省による行政指導
2021年3月31日から、個人情報保護委員会はLINEに対して個人情報保護法第40条第1項に基づく立ち入り検査を行い、4月23日にLINEの個人情報管理サーバーに中国の委託先がアクセス可能であった問題に対して行政指導した。3月26日から総務省は、LINE社内システムに関する安全管理措置等・利用者への適切な説明について、文書で指導した。
2024年3月28日、個人情報保護委員会（個情委）は個人情報保護法に基づき、LINEヤフーを行政指導（勧告）したと発表した。同年の4月1日、流出の要因として同省から分離を求められたネイバーとのシステム接続は、段階的に解消し、2026年12月に分離を完了すると報告した。
2024年4月16日、総務省はLINEヤフーに対し、通信の秘密の保護とサイバーセキュリティ対策が不十分とし異例の二度目の行政指導を行った
。

##### 経済安全保障に関連する問題への最終報告
2021年10月18日に親会社のZホールディングス（ZHD）が設けた外部有識者の特別委員会は、最終報告書を公表した。中国の関連会社が個人情報を閲覧して韓国サーバーに保管していたことを「経済安全保障への配慮ができず、見直す体制がなかった」と批判した。中国は、政府が民間企業に情報提供を求めることができる国家情報法が2017年に施行されて政府による情報管理が強まっていた。特別委は「ガバメントアクセス（政府による情報収集）に対応する会社全体の体制整備が十分にされていなかった」と批判した。国内利用者情報を韓国のサーバーに保管しながら、行政機関に「データは日本に閉じている」と事実と異なる説明をしたと断じた。「LINEアプリが日本のサービスとして受け入れられることを重視し、韓国とのかかわりを正面に出さないコミュニケーションをしていた」ことが背景にあるとした。LINEの個人情報の管理問題は、国内法の違法性はないが不信性を招いたとして、LINEは10月18日に「急速な成長の中、ガバナンスやリスク管理体制整備が追いついていなかった」と広報し、再発防止策として特別委はZHD社に第三者の意見を聞く有識者会議の設置を提言し、主要事業会社に独立性の高いデータ保護責任者（DPO）導入を求めた。

### その他の不祥事

#### LINEゲームの法令違反疑惑
LINEのスマホゲーム「LINE POP」の課金アイテムが資金決済に関する法律に違反する疑いがあるとして、財務省関東財務局が立入検査をしたと毎日新聞が報じた。この報道に対しLINEは「一部報道内容に関する当社の見解について」と、すぐに事実関係を一部否定する反論を発表した。

#### LINEゲームがApp Storeの規約違反で1か月間配信停止
「LINE QUICK GAME」がAppleのApp Store アプリケーションの審査で規定（規約）に違反しているなどとして「LINEで発見!! たまごっち」「探検ドリランド ブレイブハンターズ」「釣り★スタ QUICK」等の計8タイトルが1か月間配信停止の措置を受けた。

#### LINEヘルスケアにおける医師による利用者への暴言
2020年8月3日に、有料サービスの「LINEヘルスケア」に登録している医師1人が、利用者に対して暴言を吐くといった利用規約に違反する行為があったとして、LINEヘルスケア株式会社は謝罪するとともに、同年8月20日に再発防止策を発表した。

#### LINE GAME払戻し申請者の個人情報漏洩
2018年4月12日から2020年9月20日までの間、LINE GAME終了サービスに対する払戻し申請フォームに登録した個人情報が、インターネットアーカイブにおいて閲覧可能な状態であったことを2020年9月25日発表した。漏洩した情報は、計18人分の銀行口座情報やメールアドレス、LINEアプリ内部識別子等。問題発覚後に当該アーカイブは削除された。

#### LINEスタンプ販売サービスの利用者データ漏洩
LINEスタンプの制作や販売ができる「LINE Creators Market」において、サービス開始当初の2014年4月17日から2020年10月31日までの間、LINEスタンプ販売者がアップロードした、個人情報を含んでいた可能性のあるファイルが、誰でもアクセス可能な状態で公開されていたことを2020年11月18日発表した。漏洩していたデータはインターネットアーカイブの収集データにも含まれ、同サイトからも誰でもアクセスできる状態にあった。問題発覚後にファイルを格納したサーバーはインターネットからのアクセスを遮断し、インターネットアーカイブのデータも削除された。

#### LINEオープンチャットで本社がサクラ投稿を指示
週刊文春は、LINEの新サービス「オープンチャット」で社員が女子高生やキラキラ女子など一般ユーザーに成りすまして投稿をするサクラ投稿を記事にした。サクラ投稿はスタッフが独断で行っているわけではなく本社が作成した「Talk-room Operation」というサクラ投稿のマニュアルがありそれに従ってサクラ投稿をしていたと記述された。LINEはサクラ投稿の理由を「オープンチャット全体の質・ユーザー満足度向上や、良質となるトークルームの作成を目的に行っていた」と釈明。社員が一部のトークルームの運営に関与し、監視することで未成年のユーザーなどを保護したかったとしている。一方で週刊文春は、関係者の証言として「将来的な収益化のため、ネガティブなイメージを払拭（ふっしょく）し、サクラ投稿で成功していると見せかけるため」と報道していた。LINEは報道内容への直接の言及を避けたものの、サクラ投稿に対し「中立なコミュニケーションの場を保つためにトークルームを立ち上げたのが社員であることをユーザーに事前に説明していなかったこと、本来の年齢・性別とは異なる人格として投稿していたことについて、ユーザー視点において明確な課題があるという認識だ」と回答。4月15日にオープンチャット内でユーザー向けの説明を行い、週刊文春からの指摘を踏まえ、4月12日にマニュアルの文言を変更している。

#### 通報画面の文言表示の誤表示
2017年から2021年にかけて、「LINE」アプリのプログラム修正を実施した際に、通報画面の文言表示にバグが混入したことにより、通報機能の説明が「通報すると、対象となるユーザーの情報に加えて、受信した直近10件までのトークメッセージ、通報するタイムライン投稿、または通報するトークメッセージとその前後の受信した9件までのトークメッセージのいずれかを送信します」という意図の表記でなく、「通報すると、当該ユーザーおよびグループの情報を送信します」という誤表記が記載され、iOS版では2017年12月4日から2021年3月30日まで、Android版では2018年8月20日から2021年3月28日まで、デスクトップ版では2021年3月4日から2021年3月30日まで発生していた。別の通報画面に誤表示されていたもの（プロフィール通報の文言がメッセージ通報に適用されていたもの）と2021年三月下旬に確認した後に修正した。通報対象となったコンテンツは広告利用や分析等の営利目的での利用は行っておらず、ユーザーを有害コンテンツから守るための公益目的でのみ取り扱っているとしている。

#### LINEのアルバム機能の不具合
2024年11月28日から同月30日までの間、アプリ上の友達同士で写真を集めて保存するアルバム機能において、他人の無関係なサムイル写真が誤表示される不具合が発生した。国内外でおよそ13万人に影響した。